# Rachel Sennott
Rachel Anne Sennott (Simsbury, 19 settembre 1995) è un'attrice statunitense.

## Biografia
Rachel Sennott è nata il 19 settembre 1995 a Simsbury, in Connecticut, figlia di Donna e Jack Sennott. Ha origini italiane ed irlandesi, ed è cresciuta cattolica. Si è diplomata alla Simsbury High School nel 2014. Ha studiato recitazione alla NYU Tisch e si è laureata nel 2017.

### Carriera
Durante il college ha cominciato a recitare in commedie nelle serate open mic e in diversi film studenteschi, incluso il cortometraggio del 2017 di Shiva Baby di Emma Seligman.
In ambito televisivo ha recitato in High Maintenance della HBO, ed ha interpretato Jackie Raines in Call Your Mother. Ha anche sviluppato la serie Comedy Central con Ayo Edebiri, e i loro spettacoli Ayo and Rachel Are Single e Taking the Stage sono stati trasmessi nel 2020.
Nel 2020 prende parte alle pellicole Tahara nei panni di Hannah Rosen e Shiva Baby nei panni di Danielle. Quest'ultimo film è stato presentato in anteprima al South by Southwest e al Toronto International Film Festival, dove la performance dell'attrice è stata lodata da diversi critici. Grazie a questo ruolo ottiene una candidatura ai Gotham Independent Film Awards come miglior interpretazione rivelazione. Nel 2022 è tra le protagoniste della pellicola horror di A24 Bodies Bodies Bodies e la sua performance è stata nuovamente apprezzata dalla critica.

## Filmografia

### Attrice

#### Cinema
- Tahara, regia di Olivia Peace (2020)
- Shiva Baby, regia di Emma Seligman (2020)
- Bodies Bodies Bodies, regia di Halina Reijn (2022)
- Susie Searches, regia di Sophie Kargman (2022)
- Bottoms, regia di Emma Seligman (2023)
- I Used To Be Funny, regia di Ally Pankiw (2023)
- Finalmente l'alba, regia di Saverio Costanzo (2023)
- Saturday Night, regia di Jason Reitman (2024)
- Holland, regia di Mimi Cave (2025)

#### Televisione
- Bromance – serie TV, 1 episodio (2016)
- Unbalanced, regia di Chelsea Frei – film TV (2016)
- High Maintenance – serie TV, 1 episodio (2018)
- Stuck in the Mall – serie TV (2019)
- Get Money – serie TV, 1 episodio (2020)
- Ayo and Rachel are Single – serie TV, 3 episodi (2020)
- The Basics – serie TV, 1 episodio (2021)
- Call Your Mother – serie TV, 13 episodi (2021)
- Bite Size Halloween – serie TV, 1 episodio (2021)
- The Idol – serie TV, 5 episodi (2023)

#### Cortometraggi
- Hostess, regia di Noam Tomaschoff (2017)
- ATM, regia di Mary Clare Plaschke  (2017)
- Shiva Baby, regia di Emma Seligman (2018)
- Wakey Wakey, regia di Mary Dauterman (2019)
- Tabitha in Love, regia di Christian Flashman (2019)

#### Videoclip
- 360 - Charli XCX (2024)

### Produttrice

#### Cinema
- Shiva Baby, regia di Emma Seligman (2020)
- Bottoms, regia di Emma Seligman (2023)

#### Televisione
- Unbalanced, regia di Chelsea Frei – film TV (2016)
- Stuck in the Mall – serie TV (2019)

### Doppiatrice
- Teenage Euthanasia - serie animata, 2 episodi (2023)

### Sceneggiatrice
- Bottoms, regia di Emma Seligman (2023)

## Riconoscimenti
- Gotham Independent Film Awards
  - 2021 – Candidatura per la miglior interpretazione rivelazione per Shiva Baby[13]
- MTV Movie & TV Awards
  - 2023 – Candidatura per la miglior performance rivelazione per Bodies Bodies Bodies[16]
  - 2023 – Candidatura per la miglior performance terrorizzante per Bodies Bodies Bodies